# Annika Schmidt (Fußballspielerin, 1980)
Annika Schmidt (* 20. Oktober 1980) ist eine ehemalige deutsche Fußballspielerin, die in den Saisons 1999/2000 und 2000/01 für den FFC Flaesheim-Hillen in der Frauen-Bundesliga auflief. 2013 bis 2017 war sie für Bayer 04 Leverkusen II aktiv, wo sie ihre Karriere beendete.
Zuvor spielte sie beim SuS Scheidingen sowie Fortuna Walstedde. In der Bundesliga kam sie in zwei Spielzeiten für Flaesheim-Hillen auf 32 Spiele, wobei ihr zwei Treffer gelangen. Sie war in dieser Zeit unter anderem Teamkollegin der Nationalspielerinnen Kerstin Stegemann und Jeannette Götte. Im Finale des DFB-Pokal 2000/01 verlor man mit 1:2 gegen den 1. FFC Frankfurt, Schmidt stand in dieser Partie über die volle Spielzeit auf dem Platz. In der Folge wechselte sie in die USA und absolvierte in der Saison 2006/07 noch einmal ein Spiel in der 2. Bundesliga für die SG Wattenscheid 09.
Nach einer sechsjährigen Fußballpause unterstützte Schmidt von Herbst 2013 bis Sommer 2017 die Zweitvertretung von Bayer 04 Leverkusen, die in der Regionalliga West spielte.